# Strictly Dynamite

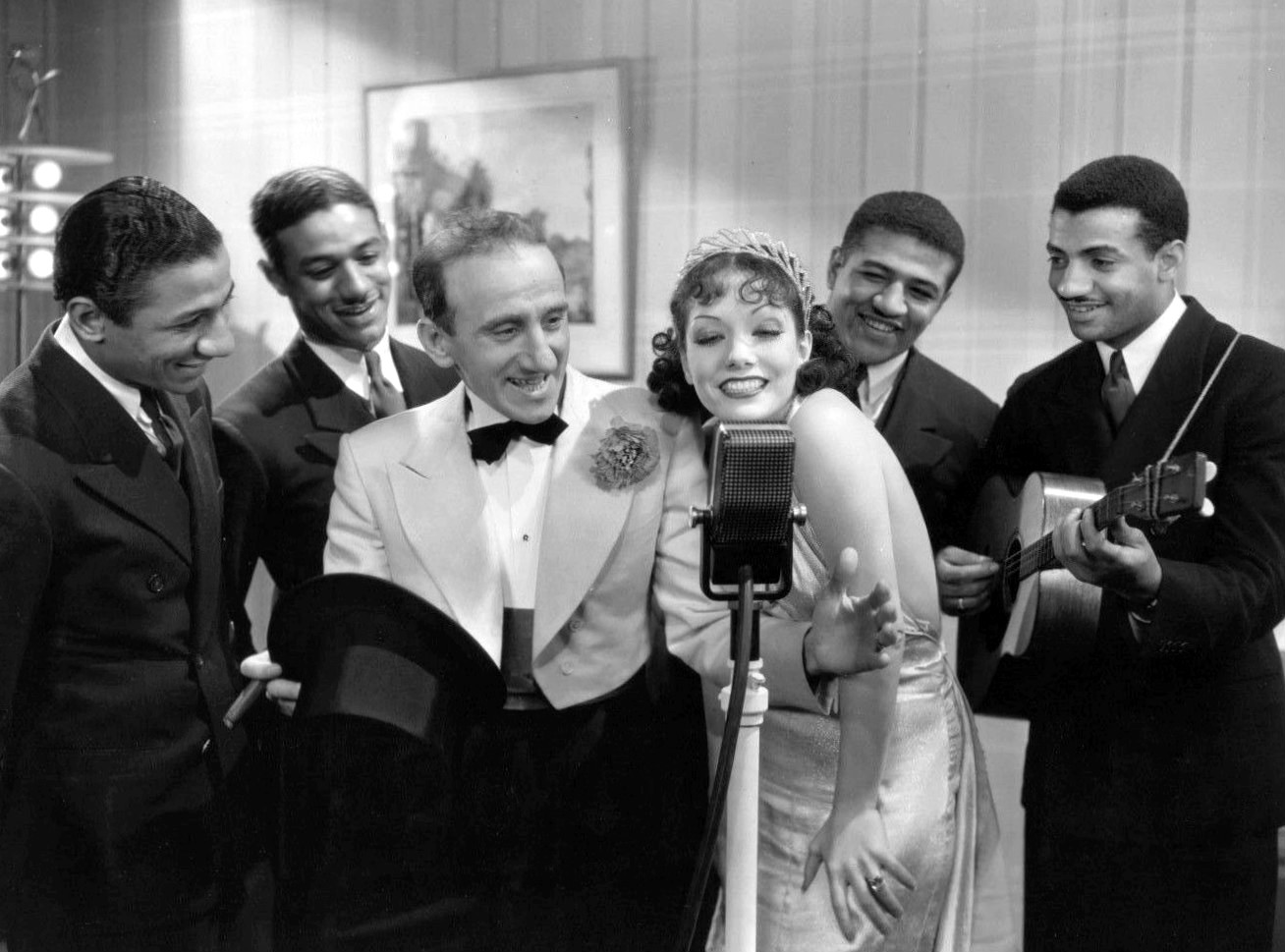
Jimmy Durante, Lupe Vélez et les Mills Brothers dans Strictly Dynamite

Strictly Dynamite est un film américain pré-Code en noir et blanc réalisé par Elliott Nugent, sorti en 1934.

## Synopsis
Un poète voit sa vie changer quand il commence à écrire des gags pour Moxie Slaight, une vedette de la radio (Jimmy Durante), et qu'il s'intéresse de près à sa partenaire.

## Fiche technique
- Réalisation : Elliott Nugent
- Scénario : Maurine Dallas Watkins, Ralph Spence et Jack Harvey, d'après une histoire de Robert T. Colwell et Robert A. Simon (en)
- Musique : Roy Webb
- Costumes : Walter Plunkett
- Image : Edward Cronjager
- Montage : George Crone
- Producteur : Pandro S. Berman
- Société de production et de distribution : RKO Radio Pictures
- Pays de production :  États-Unis
- Langue d'origine : anglais américain
- Format : noir et blanc — pellicule : 35 mm — image : 1,37:1 — son : mono (RCA Victor System)
- Genre : comédie
- Durée : 71 minutes
- Date de sortie : 11 mai 1934

## Distribution
- Jimmy Durante : Moxie
- Lupe Vélez : Vera
- Norman Foster: Nick
- William Gargan : Georgie
- Marian Nixon : Sylvia
- Eugene Pallette : Sourwood
- Sterling Holloway : Fleming
- Minna Gombell : Miss LaSeur
- Leila Bennett : Miss Hoffman
- Franklin Pangborn : M. Bailey
- Berton Churchill : M. Rivers
- Irene Franklin : Mrs. Figg
- Jackie Searl : Robin
- Stanley Fields : Pussy
- Tom Kennedy : Junior
- Burton Lane (non crédité)
- Elliott Nugent (non crédité)